# Biomacht
Biomacht is een vorm van machtsuitoefening door regulering van het biologische en sociale leven op grote schaal. De term vindt zijn oorsprong bij Foucault, die er het gebruik van moderne wetenschap (vooral de medische wetenschap en  statistiek) als machtsmiddel mee aanduidde. Waar middeleeuwse en vroegmoderne staten vooral dreigden met geweld tegen het lichaam van de onderdaan (doodstraf, oorlog, foltering), gebruikt de moderne staat volgens Foucault de wetenschap om het leven juist in stand te houden en te reguleren. Moderne gezondheidszorg is zo bezien een machtsmiddel, omdat het de machthebber de mogelijkheid biedt om (lichamelijke of psychische) afwijkingen te medicaliseren en te corrigeren. Eugenetica en genocide zijn de meest extreme vormen van biomacht. 
Andere filosofen die zich bezig hebben gehouden met biomacht zijn onder anderen Giorgio Agamben, die biomacht vanaf de Griekse oudheid als een integraal onderdeel van soevereiniteit beschouwt, en Michael Hardt en Antonio Negri die Foucaults begrip van biomacht combineren met ideeën van Deleuze en Guattari (Capitalisme et Schizophrenie) en Italiaanse autonomen in hun analyse van de geopolitiek in het tijdperk van de globalisering (Empire/De menigte). Hardt en Negri beschouwen biomacht als de reactie van hedendaagse machthebbers op biopolitiek.